# 江崎びす子
江崎 びす子（えざき びすこ、1995年1月30日 - ）は、日本の男性イラストレーター
東京都渋谷区広尾生まれ目黒区出身、あきる野市在住。

## 略歴
2013年、大学受験を控えていた時期に現実逃避として心に抱えた"病み"を少女に代弁させたイラスト『メンヘラチャン』をTwitter上で公開した事でネット上で反響を呼び「病みかわいい」という新種のカワイイカルチャーとして注目を集める。
2014年、原宿で初の個展「メンヘラチャン展」を開催
以降ヴィレッジヴァンガード等でのグッズ展開をはじめ、様々なファッションブランドや雑貨店とメンヘラチャンのコラボレーションを発表する。
同年より女子のあるあるネタ漫画『激動のまなぴす』を公開したことにより知名度を上げた。同作は2017年KADOKAWAから単行本を出版。
2016年から自身の素顔を公表し、情報番組や雑誌への露出など活動の幅を広げる。
2017年から同性カップルの交際事情を赤裸々に綴った『原宿系ジェンダーレス男子と大型犬カレシ』をピクシブエッセイにて連載開始。
2018年、アメリカの人気ファッションメディア『Refinery29』において"病みかわいい"という新たなファッション・カルチャーを提唱するアーティストとしてドキュメンタリー出演した動画がYouTube上に公開される。
同年7月、上記の動画をキッカケに北米最大のアニメコンベンション アニメ・エキスポに公式ゲストとして参加。
2021年、外務省が制作する番組日本ビデオトピックに出演し、映像が世界各地の日本駐外国大使館のメディアで放映され、日本の最先端KAWAIIカルチャーを発信するクリエイターとしてアメリカ大使館の公式Twitterでも紹介される。
同年KADOKAWA発行の雑誌『Star Creators!』(カドカワエンタメムック)にて「江崎びす子の平成⇄令和カルチャー研究所!!」をコーナー連載開始
2024年、フランスのテレビ局TF1にて日本の若者におけるメンタルヘルスの社会問題と病みかわいいカルチャーについて取材した江崎びす子のドキュメンタリーが放映された。
2025年7月7日、親友の人生諦めろんてゃと入籍したことを公表。

## 人物
代表作メンヘラチャンが原宿を好む青文字系女子中高生に支持されていることや、自身が原宿系ファッションを好んでいる等の理由から原宿を拠点に個展やサイン会等を行っており、「原宿系イラストレーター」「原宿ファッションのカリスマ」として知られる。
海外アニメパワーパフガールズの大ファンであり、自身の作風にも多大な影響を与えたと語っており、自宅の部屋一面が埋まるほど大量のグッズを所有している。
平成(主に2000年代)のサブカルチャー愛好家であり、当時のフィーチャーフォンのモックアップや、ギャル系ファッション雑誌のバックナンバー、女子小学生の間で流行となった平成女児アイテムの収集などを行なっている。
2023年から「森川ソーダ」というギャル男としての活動名義を増やし、SNSで平成のギャルカルチャーを発信する他、広告媒体などに出演するなどしている。

## 作品リスト

### 単行本
- 激動のまなぴす 生きたいように生きる女子道 (ピクシブエッセイ) （KADOKAWA 2017年）
- 病みカワ戦士 メンヘラチャン Official Fan Book（KADOKAWA 2018年）
- 原宿系ジェンダーレス男子と大型犬カレシ（KADOKAWA 2018年）

### キャラクターコンテンツ・作品名
- メンヘラチャン[19]
- 激動のまなぴす[5]
- うさたん[20](メンヘラチャンの相棒、ピンでのTwitterアカウント、グッズ化やコンテンツ化もされているため独立して記載)
- フェアリーシッターキャンディ&ドロップ(ゆめかわ男子)[21]
- 原宿系ジェンダーレス男子と大型犬カレシ[7]
- ヤンデレメガネと鬱男[22]